# Chronologie van het heelal

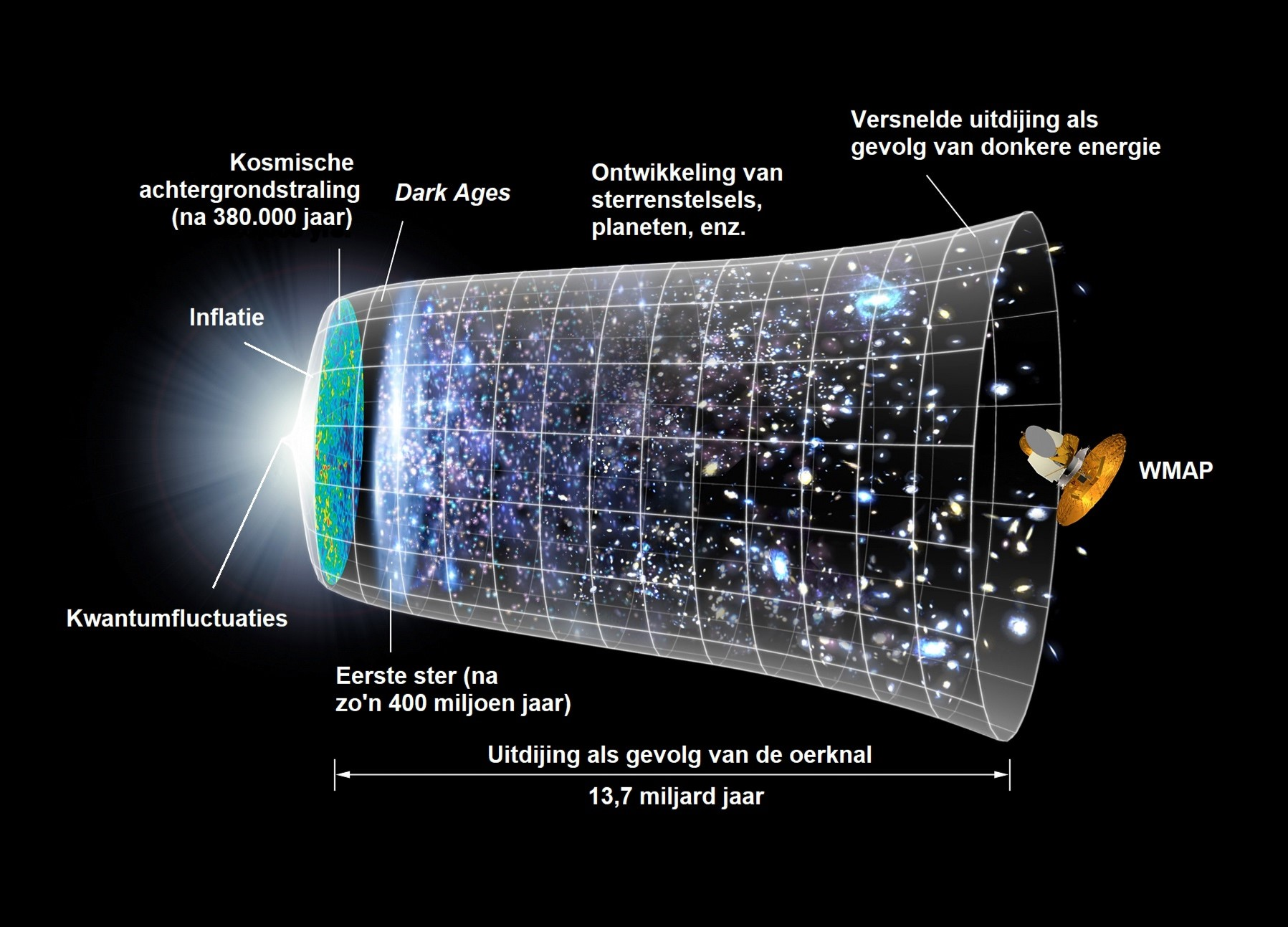
Een weergave van de evolutie van het heelal over 13,77 miljard jaar

De chronologie van het heelal beschrijft de evolutie en de toekomst van het heelal op basis van de wetenschappelijke oerknal-theorie, de kosmologische theorie die op basis van de algemene relativiteitstheorie veronderstelt dat 13,8 miljard jaar geleden het universum is ontstaan.

## Zeer vroege heelal

### Planck-tijdperk
Tot 10 −43 seconden na de oerknal.
Het Planck-tijdperk luidde de geboorte van het heelal in. In deze periode bestaan de vier fundamentele natuurkrachten (sterke kernkracht, elektromagnetische kracht, zwakke kernkracht en zwaartekracht) nog niet afzonderlijk. De algemene relativiteitstheorie stelt dat het hele heelal is ontstaan uit een zeer klein punt, dat in de buurt van een singulariteit kwam. Een echte singulariteit was dit echter (vermoedelijk) niet.
Dit is het dichtst mogelijke tijdperk bij het absolute begin van de tijd dat huidige natuurkundigen hebben ontdekt. In het algemeen is er zeer weinig bekend over deze periode.

### Grote unificatie-tijdperk
Tussen de 10−43 en 10−36 seconden na de oerknal
Dit tijdperk volgt het Planck-tijdperk op. De zwaartekracht scheidt zich af van de andere fundamentele krachten, die verenigd blijven. De vroegste elementaire deeltjes (en antideeltjes) worden gemaakt.

### Elektrozwakke tijdperk
Van 10−36 tot 10−12 seconden na de oerknal
In dit tijdperk splitst de sterke kernkracht zich af van de elektronucleaire kracht, en zijn er in totaal vier fundamentele natuurkrachten. Ook vindt de overgang van het vacuüm naar de toestand waarin deeltjes hun rustmassa krijgen plaats.

### Inflatoire tijdperk
De duur van dit tijdperk is niet helemaal duidelijk. Hij eindigt op 10−32 seconden na de oerknal
Dit tijdperk wordt veroorzaakt door de scheiding van de sterke kernkracht. Het universum ondergaat een extreem snelle exponentiële expansie, beter bekend als kosmische inflatie.

## Vroege heelal

### Quark-tijdperk
Van 10−12 tot 10−6 seconden na de oerknal
Quarks, elektronen en neutrino's vormen in grote aantallen als het heelal afkoelt tot onder de 10 biljard graden.
De vier fundamentele krachten nemen hun huidige vorm aan. Quarks en anti-quarks vernietigen elkaar bij contact, maar in een proces dat bekendstaat als baryogenese overleeft een overschot van quarks.

### Hadron-tijdperk
Van 10−6 tot 1 seconde na de oerknal
De temperatuur van het heelal is afgekoeld tot ongeveer een biljoen graden. Het heelal ondergaat de overgang van quarks naar hadronische materie, waarin quarks en gluonen hun huidige vorm krijgen en uitsluitend in neutronen en protonen huizen. Overblijfselen van deze overgang zijn bepaalde soorten donkere materie (axionen, zwarte gaten of 'quarkklontjes'). Ook kan het de materie een niet-homogene structuur hebben gegeven, die van invloed is geweest op de latere vorming van atoomkernen.

### Lepton-tijdperk
Van 1 seconde tot 3 minuten na de oerknal
De meeste (maar niet alle) hadronen en antihadronen vernietigen elkaar aan het einde van het Hadron-tijdperk. Neutronen en protonen kunnen niet meer ongehinderd in elkaar overgaan. Het belangrijkste gevolg hiervan is dat er ongeveer zeven keer zoveel protonen als neutronen zijn, wat weer tot gevolg heeft dat het heelal grotendeels uit waterstof bestaat.
De talrijke achtergrondneutrino's die sindsdien zonder interacties op ons toe stromen, hebben toen hun dichtheid gekregen. Leptonen (zoals elektronen) en antileptonen (zoals positronen) domineren de massa van het heelal. Verschillende mogelijke vormen van donkere materie onttrekken zich op dit moment aan de interacties met normale materie en hun hoeveelheden komen vast te liggen.
Kort daarna vindt de laatste grote vernietiging van antimaterie plaats: elektronen en positronen dumpen hun hitte in de achtergrondfotonen, die daardoor nu iets meer energie hebben dan neutrino's.

### Nucleosynthese
Van 3 tot 20 minuten na de oerknal
De temperatuur van het universum daalt tot een punt (ongeveer miljard graden), waarop protonen en neutronen aan elkaar vast blijven zitten. Dit proces wordt nucleosynthese genoemd.
Het overgrote deel van alle neutronen vormt samen met protonen heliumkernen, van het restant vormt het grootste deel deuteriumkernen, wat dan nog overblijft vormt lithium en een verwaarloosbare hoeveelheid zwaardere elementen.

### Foton-tijdperk
Van 3 minuten tot 240.000 jaar na de oerknal
Tijdens deze lange periode van geleidelijke afkoeling wordt het universum gevuld met plasma, een hete, ondoorzichtige massa van atomaire kernen en elektronen. Nadat de meeste leptonen en antileptonen elkaar verdelgd hebben aan het einde van het Lepton-tijdperk, domineren de fotonen de energie van het universum.

### Recombinatie-tijdperk
Van 240.000 tot 300.000 jaar na de oerknal
Als de temperatuur van het heelal daalt tot ongeveer 3000 graden (ongeveer dezelfde temperatuur als het oppervlak van de zon, welke een temperatuur heeft van om en nabij de 6000 graden) en de dichtheid ook blijft dalen, vangen elektronen waterstof en heliumatomen op (beter bekend als recombinatie), waardoor de elektrische lading die de elektronen met zich meedragen worden geneutraliseerd. Met de elektronen, die nu gebonden zijn aan atomen, wordt het heelal uiteindelijk transparant voor licht.
Terwijl het heelal uitdunt, neemt de interactie tussen de materie en straling af. De productie van fotonen eindigt vroeg, terwijl de energie-uitwisseling tussen de deeltjes nog een tijdlang doorgaat. De laatste fase van de omzetting van de oorspronkelijke energie in de meeste achtergrondfotonen die we nu waarnemen, vindt ook in dit tijdperk plaats.
Tegen het einde van deze periode bestaat het universum uit ongeveer 75% waterstof en 25% helium, met slechts sporen van lithium.

### Dark Ages
Van 300.000 tot 150 miljoen jaar na de oerknal
De periode na de vorming van de eerste atomen en voordat de eerste sterren verschijnen, wordt aangeduid als de Dark Age. Hoewel fotonen nog steeds actief zijn, is het heelal donker. Met slechts zeer diffuus overgebleven materie is er weinig activiteit in het universum in deze periode, met zeer lage energieniveaus en zeer grote tijdschalen. De enige spectraallijn waarbinnen straling wordt uitgezonden is de 21cm-lijn. Het heelal wordt in deze periode gedomineerd door mysterieuze donkere materie.

## Structuurvorming van het heelal
De structuurvorming van het heelal vindt in vijf grote stappen plaats:
1. Herionisatie (1,5-1 miljard jaar na de oerknal)
2. Stervorming
3. Vorming en evolutie van sterrenstelsels
4. Ontstaan en evolutie van het zonnestelsel